# Taénite

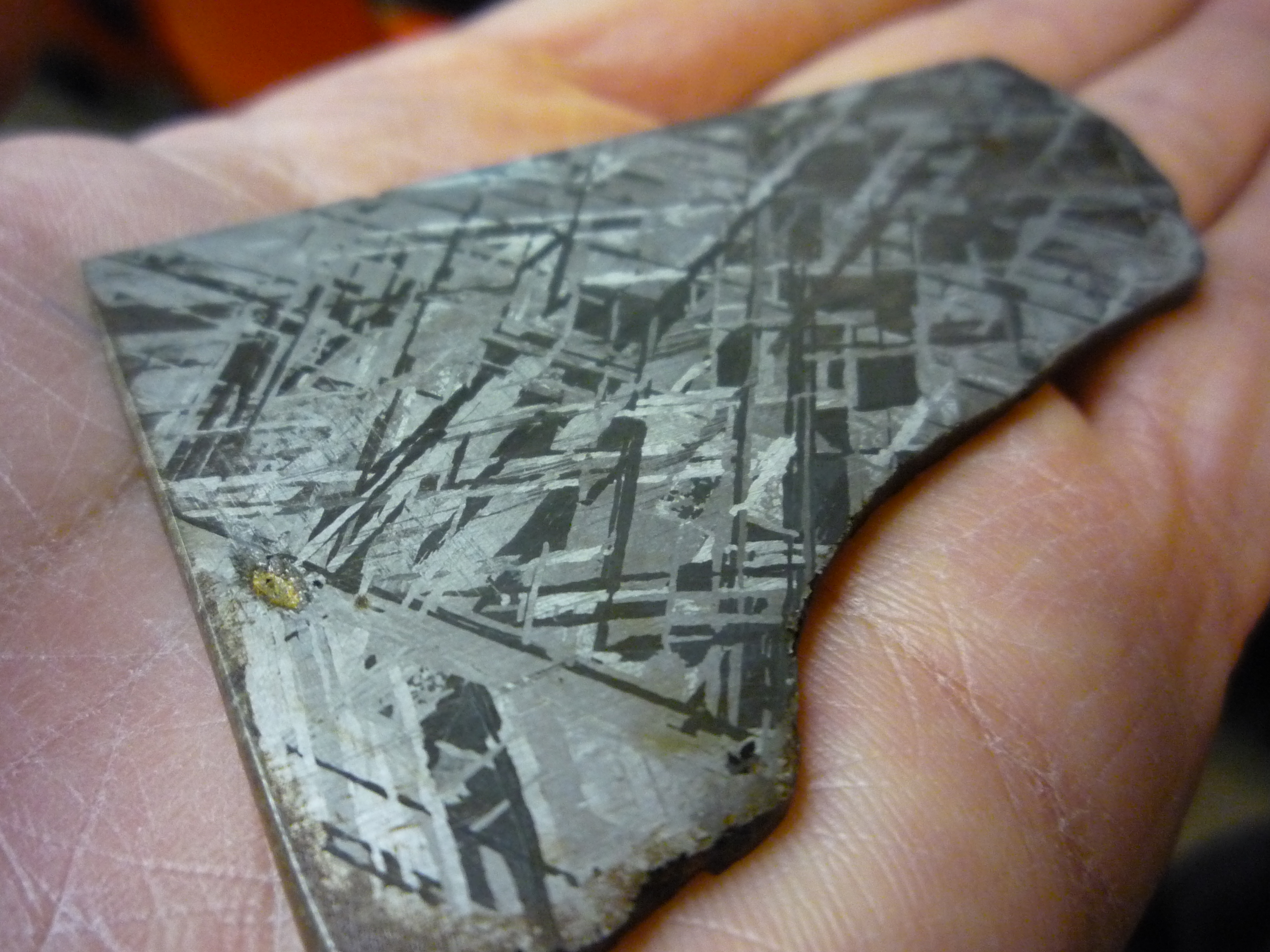
Figures de Widmanstätten montrant les deux formes de l'alliage fer-nickel, la kamacite et la taénite, dans une météorite de type octaédrite.

La taénite (taenite ou tænite au XIXe siècle) est un minéral trouvé naturellement sur Terre, principalement dans les météorites de fer. C'est un alliage de fer et de nickel, avec une teneur en nickel comprise entre 20 et 65 %.
Le nom est dérivé du grec ταινία pour bande, ruban. La taénite est un constituant majeur des météorites de fer. Dans les octaédrites, elle se trouve en bandes entrelacées avec la kamacite pour former des figures de Widmanstätten, tandis que c'est le principal constituant des ataxites. Dans les octaédrites, elle peut également former un assemblage fin avec la kamacite, appelé la plessite.
La taénite est l'un des quatre minéraux connus des météorites fer-nickel : les autres sont la kamacite, la tétrataénite et l'antitaénite.

## Propriétés
Elle est opaque avec une couleur grisâtre à blanche. Sa densité est d'environ 8 g/cm3 et sa dureté comprise entre 5 et 5,5 sur l'échelle de Mohs. La taénite est magnétique. Le réseau cristallin a un paramètre de maille c≈a = 3,582 ± 0,002 Å. Sa classification de Strunz est I/A.08-20 et sa classification de Dana 1.1.11.2 . Sa structure est isométrique-hexakisoctaédrique (cubique).

## Quelques météorites contenant ce minéral
- Météorites du Campo del Cielo en Argentine
- Henbury Meteorites Conservation Reserve en Australie
- Canyon Diablo en Arizona